# كتل (مقاطعة دورة)
كتل (بالفارسية: کتل) هي قرية تقع في قسم كشكان الريفي (مقاطعة دورة) في إيران. يقدر عدد سكانها بـ 65 نسمة .